# Medardstraße
Die Medardstraße ist eine Straße in Trier im Stadtteil Süd. Sie verläuft als Verlängerung der Matthiasstraße von der Aulstraße nahe der Konrad-Adenauer-Brücke und der Benediktinerabtei St. Matthias bis zur Pellinger Straße am Ortsrand von Feyen.
Die Straße ist nach St. Medardus, dem Bischof von Noyon, benannt. Hier befand sich schon zu fränkischer Zeit eine kleine nach ihm benannte Pfarrkirche, zu der die einst selbständigen Dörfer Matthias, Medard, Teile von Feyen und Heiligkreuz, der Brubacher Hof und der Roscheider Hof gehörten. Der Kern der Straße geht auf den 1912 eingemeindeten Trierer Vorort St. Medard zurück. Vom ehemaligen Straßendorf zeugen vier der fünf Kulturdenkmäler in der Straße.  Die Gebäude und Grundstücke in der Medardstraße reichen im südlichen Abschnitt bis ans Pacelliufer heran.

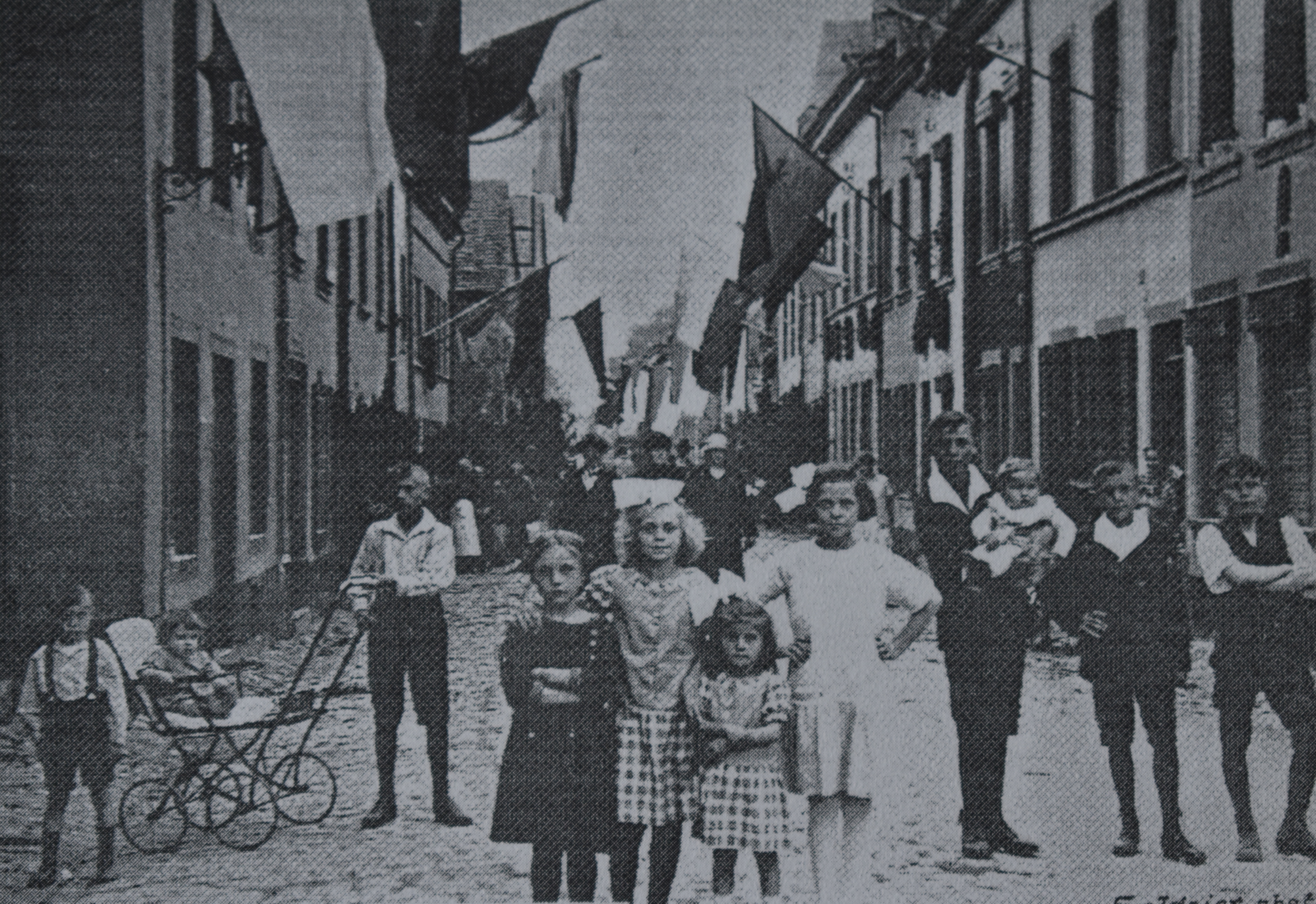
Kinder in der anlässlich Fronleichnam geschmückten Medardstraße (1926)
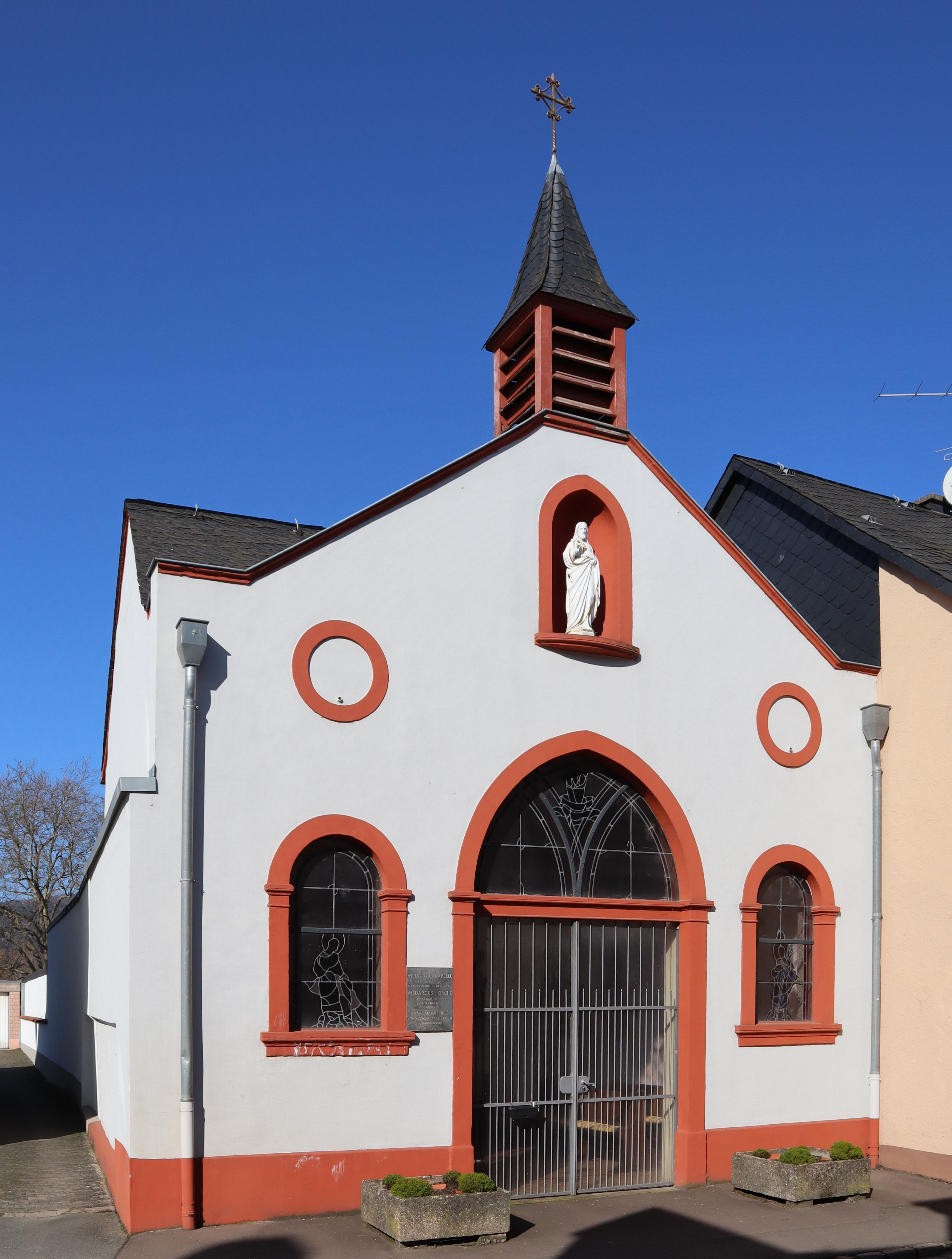
St.-Medardus-Kapelle